# Khalid Eisa
Pour les articles homonymes, voir Eisa.
Khalid Eisa (arabe : خالد عیسی), né le 15 septembre 1989 à Dubaï aux Émirats arabes unis, est un footballeur international émirati, qui évolue au poste de gardien de but.

## Biographie

### Carrière en sélection
Avec l'équipe des Émirats arabes unis, il possède 8 sélections, avec aucun but, depuis 2011. 
Il figure dans le groupe des sélectionnés lors de la Coupe d'Asie des nations de 2015, où son équipe se classe troisième.
Il participe également aux Jeux olympiques d'été de 2012. Lors du tournoi olympique organisé en Angleterre, il joue un match face au Sénégal.

## Palmarès

### En club
- Al Jazira
  - Championnat des Émirats arabes unis : 
    - Champion : 2011

  - Coupe de la Ligue
    - Vainqueur : 2010

  - Coupe des Émirats arabes unis
    - Vainqueur : 2011 et 2012
- Al-Aïn'
  - Championnat des Émirats arabes unis : 
    - Champion : 2015, 2018 et 2022

  - Coupe des Émirats arabes unis
    - Vainqueur : 2014 et 2018
    - Finaliste : 2016 et 2024

  - Coupe de la Ligue
    - Vainqueur : 2022
    - Finaliste : 2023 et 2024

  - Supercoupe des Émirats
    - Vainqueur : 2015

  - Ligue des champions de l'AFC
    - Vainqueur : 2024
    - Finaliste : 2016

  - Coupe du monde des clubs de la FIFA
    - Finaliste : 2018

### En sélection
- Émirats arabes unis
  - Coupe du Golfe des nations
    - Vainqueur : 2013

  - Coupe d'Asie
    - Troisième : 2015